# Gymnocoronis
Gymnocoronis is een geslacht uit de composietenfamilie (Asteraceae). De soorten komen voor van Mexico tot in Guatemala en van Peru tot in Brazilië en Noord-Argentinië.

## Soorten
- Gymnocoronis latifolia Hook. & Arn.
- Gymnocoronis matudae R.M.King & H.Rob.
- Gymnocoronis sessilis S.F.Blake
- Gymnocoronis spilanthoides DC.